# Oenothera picensis
Oenothera picensis är en dunörtsväxtart. Oenothera picensis ingår i släktet nattljussläktet, och familjen dunörtsväxter.

## Underarter
Arten delas in i följande underarter:
- O. p. bonariensis
- O. p. cordobensis
- O. p. picensis